# Cabera borealis
Cabera borealis är en fjärilsart som beskrevs av George Duryea Hulst 1896. Cabera borealis ingår i släktet Cabera och familjen mätare. Inga underarter finns listade i Catalogue of Life.